# Maria Francisca av Portugal
Maria Francisca av Portugal, född 1801, död 1834, var en portugisisk prinsessa, gift med Don Carlos, hertig av Molina. Hon var enligt Carlisternas parti titulärdrottning av Spanien genom äktenskap. Hon var dotter till Johan VI av Portugal och Charlotta Joakima av Spanien.